# Kotpad
Kotpad è una città dell'India di 14.914 abitanti, situata nel distretto di Koraput, nello stato federato dell'Orissa. In base al numero di abitanti la città rientra nella classe IV (da 10.000 a 19.999 persone).

## Geografia fisica
La città è situata a 19° 09' 45 N e 82° 19' 32 E.

## Società

### Evoluzione demografica
Al censimento del 2001 la popolazione di Kotpad assommava a 14.914 persone, delle quali 7.400 maschi e 7.514 femmine. I bambini di età inferiore o uguale ai sei anni assommavano a 1.935, dei quali 960 maschi e 975 femmine. Infine, coloro che erano in grado di saper almeno leggere e scrivere erano 8.762, dei quali 5.037 maschi e 3.725 femmine.